# Ulahan-Kjuegjuljur
Ulahan-Kjuegjuljur (rus. Улахан-Кюэгюлюр; jakutski: Улахан Күөгүлүүр, Ulaxan Küögülüür) je rijeka u ruskoj republici Jakutiji. Jedna je od najvećih pritoka Omoloja. Rijeka je duga 159 km, s površinom porječja od 3630 km2.
Rijeka teče sjeverno od arktičkog kruga, preko pustih tundri u Istočnosibirskoj nizini. Njeno porječje se proteže kroz Ust-Janski rajon.

## Tok rijeke
Ulahan-Kjuegjuljur je najveći desni pritok Omoloja. Izvire na zapadnim padinama grebena Kular sustava Verhojanskog gorja. Rijeka teče otprilike u smjeru sjever-sjeveroistok flankirajući podnožje lanca. Nakon što se spusti u Istočnosibirsku nizinu, ide u smjeru sjevera do kraja svog toka. Rijeka teče otprilike paralelno s Omolojem dalje na zapad, vijugajući u poplavnoj ravnici. Konačno se Ulahan-Kjuegjuljur ulijeva u Omoloj kao desni pritok, 127 km od ušća Omoloja. Ušće je 12 km uzvodno od sela Khayyr.

### Pritoci
Glavni pritok Ulahan-Kjuegjuljur je Kuččuguj-Kjuegjuljur, dug 100 km, na desnoj strani. Rijeka je zaleđena od sredine listopada do početka lipnja. U porječju se nalazi više od 780 malih jezera ukupne površine 22 km2.

## Vanjske poveznice
- Ribolov i turizam u Jakutiji
- Zaštićeno područje Omoloy